# 人民邮电出版社
人民邮电出版社（英語：Posts & Telecommunications Press）是中华人民共和国工业和信息化部主管的一家较大规模的出版社，成立于1953年10月1日，以通信、电子、经济、管理、交通、计算机、少儿等领域的图书和期刊出版为主。其中，计算机零售图书市场份额据统计位居第一。旗下的中华人民共和国第一家合资出版公司童趣出版有限公司（与丹麦Egmont公司合资组建）是著名少儿图书品牌，出版的《米老鼠》杂志、《喜羊羊与灰太狼》系列图书销量较大。该出版社还主办了中国大陆较少见的长篇原创少年漫画杂志《尚漫》。
人民邮电出版社下设“计算机图书出版分社”、“教育出版分社”和“通信电子图书出版分社”。另有北京普华文化发展有限公司、北京图灵文化发展有限公司、北京新曲线出版咨询有限公司等合资公司。